# Jeri Brown
Jeri Brown, (Missouri, 1952. március 20. –) amerikai dzsesszénekesnő, dalszerző, zenetanár.

## Pályafutása
Jeri Brown St. Louisban nőtt fel. Hatévesen lépett fel először nyilvánosan. Iowában klasszikus éneket tanult.
Később az Egyesült Államok középnyugati részén és Európában is fellépett. A diploma megszerzése után Clevelandben élt, ahol a Cleveland Chamber Orchestra-val és a St. Louis Symphony Orchestra-val dolgozott. Ohióban Bob McKee dobos és zenekarvezető zenekarával lépett fel. Ennek eredményeként olyan művészekkel működhetett együtt, mint Ellis Marsalis, Billy Taylor és Dizzy Gillespie. Ettől kezdve már főként a clevelandi dzsesszben dolgozott, továbbá dzsessz-sztenderd számokhoz dalszövegeket írt. Ekkor olyan zeneszerzőkkel működött együtt, mint Henry Butler, Kenny Wheeler, Greg Carter és Cyrus Chestnut.
1991-ben Brown a kanadai Justin Time Recordsszal kötött szerződést. „Mirage” című albuma óta volt kapcsolatban ezzel a kiadóval. Fred Hersch zongorista és Daniel Lessard basszusgitáros kísérte.
1992-ben Kirk Lightsey-vel és Peter Leitch-csel vette fel az „Unfolding The Peacocks” című albumot. Ez az album tartalmazta a bebop-sztenderdeket, az „If You Could See Me Now”-t és a „Woody N' You”-t. 1998-ban a „Zaius” című albumon dolgozott David Murray szaxofonossal, Don Bradennel, John Hicksszel, Curtis Lundyval és Avery Sharpe-pal. Olyan sztenderdeket énekelt, mint a „Softly, as in a Morning Sunrise” és a „You Must Believe in Spring”. Ugyanebben az évben, ugyanazzal a zenekarral és Leon Thomasszal vették fel az „I've Got Your Number” című számot.
Brown dolgozott az Oberlin Conservatory of Musicnál, a Cleveland State University-n és tanított a University of Massachusetts-en.
Brown 1989-ben Kanadába költözött. Az 1990-es években dzsessztörténetet, improvizációt és vokális technikát tanított a montreali Concordia University-n. Tanított a montreali McGill Egyetemen is, és vendégművész volt a St. Francis Xavier University-n Új-Skóciában.

## Albumok
- Mirage with Fred Hersch (1991)
- Unfolding the Peacocks (1993)
- A Timeless Place with Jimmy Rowles (1995)
- Fresh Start (1996)
- April in Paris (1996)
- Zaius (1998)
- I've Got Your Number (1999)
- The Image in the Mirror: The Triptych (2001)
- Firm Roots (2003)
- Sempre Nina: A Tribute to Nina Simone (2005)
- Storytelling (2011)
- Echoes: Live at Catalina Jazz Club (2013)
- Soul Shower (2014)

## Díjak
- Martin Luther King-díj

## Fordítás
- Ez a szócikk részben vagy egészben  a   Jeri Brown című angol Wikipédia-szócikk ezen változatának fordításán alapul.  Az eredeti cikk szerkesztőit annak laptörténete sorolja fel. Ez a jelzés csupán a megfogalmazás eredetét és a szerzői jogokat jelzi, nem szolgál a cikkben szereplő információk forrásmegjelöléseként.